# Pojanatelep
Pojanatelep (románul: Podu Coşnei) falu Romániában, Suceava megyében.

## Fekvése
Kosna (Coşna) mellett fekvő település.

## Története
Pojanatelep (Podu Coşnei) korábban Kosna (Coşna) része volt.
1966-ban 320 lakosából 319 vallotta magát románnak, 1 magyarnak.
1992-ben 398, a 2002-es népszámláláskor pedig 429 román lakosa volt.